# Julidochromis regani
Espèce
Statut de conservation UICN

 LC  : Préoccupation mineure
Julidochromis regani est un poisson appartenant à la famille des Cichlidae. Comme toutes les espèces du genre Julidochromis, il est endémique du lac Tanganyika, mais présente la particularité d'être le plus grand du genre avec 15 cm environ pour les mâles.

## Reproduction
Julidochromis regani est, comme les autres Julidochromis, un pondeur sur substrat caché. La femelle, selon sa maturité et son âge, dépose jusqu'à 200 œufs sur un rocher caché à l'abri de la lumière, qui sont ensuite fertilisés par le mâle. Après éclosion, le mâle et la femelle gardent le frai.